# Mazé
Mazé korábbi község Franciaország Loire mente régiójában, Maine-et-Loire megyében. 2016. január 1-jén Fontaine-Milon községgel egyesült és Mazé-Milon új község része lett.
Lakosainak száma 5173 fő (2018. január 1.). Mazé Beaufort-en-Anjou, Cornillé-les-Caves, La Ménitré, Les Bois d’Anjou, Loire-Authion, Saint-Georges-du-Bois, Gée, Corné és Fontaine-Milon községekkel határos.

## Népesség
A település népességének változása:
| Lakosok száma | 2606 | 2512 | 2555 | 3714 | 3875 | 4686 | 4990 | 5890 | 5166 | 5173 |
|               | 1962 | 1968 | 1975 | 1990 | 1999 | 2008 | 2013 | 2016 | 2017 | 2018 |